# Liste der Orte im Kreis Satu Mare

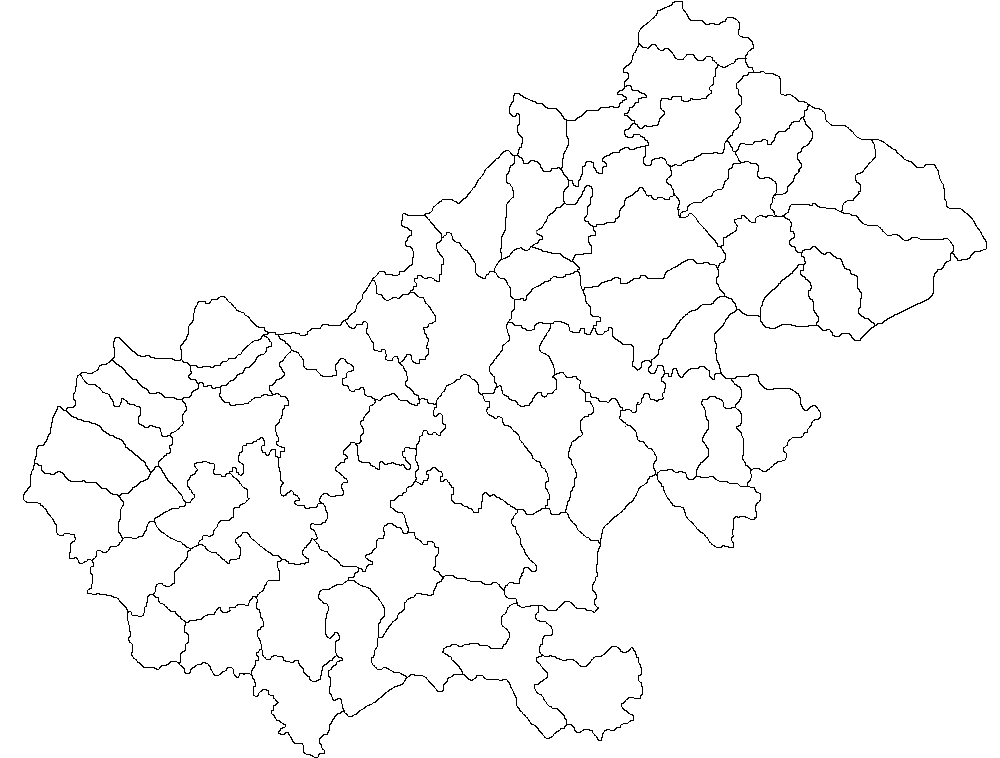
Gemeinden des Kreises Satu Mare

Der Kreis Satu Mare in Rumänien besteht aus offiziell 234 Ortschaften. Davon haben 6 den Status einer Stadt, 40 den einer Gemeinde. Die übrigen sind administrativ den Städten und Gemeinden zugeordnet.

## Städte
| - Ardud - Carei | - Livada - Negrești-Oaș | - Satu Mare - Tășnad |

## Gemeinden
| - Acâș - Agriș - Andrid - Apa - Bârsău (Gemeindesitz: Bârsău de Sus) - Bătarci - Beltiug - Berveni - Bixad - Bogdand - Botiz - Călinești-Oaș - Cămărzana - Cămin - Căpleni - Căuaș - Cehal - Certeze - Ciumești - Craidorolț | - Crucișor - Culciu (Gemeindesitz: Culciu Mare) - Doba - Dorolț - Foieni - Gherța Mică - Halmeu - Hodod - Homoroade (Gemeindesitz: Homorodul de Mijloc) - Lazuri - Medieșu Aurit - Micula - Moftin (Gemeindesitz: Moftinu Mic) - Odoreu - Orașu Nou - Păulești - Petrești - Pir - Pișcolt | - Pomi - Porumbești - Racșa - Săcășeni - Sanislău - Santău - Săuca - Socond - Supur (Gemeindesitz: Supuru de Jos) - Tarna Mare - Terebești - Tiream - Târșolț - Turț - Turulung - Urziceni - Valea Vinului - Vama - Vetiș - Viile Satu Mare |

## A
| - Aciua - Adrian - Ady Endre - Aliceni | - Aliza - Amați - Ambud | - Apateu - Ardud-Vii - Atea |

## B
| - Baba Novac - Băbășești - Băbești - Babța - Bârsău de Jos - Bârsău de Sus | - Becheni - Bercu Nou - Bercu - Berea - Berindan - Bicău | - Blaja - Bocicău - Boghiș - Boinești - Bolda - Borlești |

## C
| - Cărășeu - Cean - Cehăluț - Chegea - Chereușa - Chilia - Chisău | - Cidreag - Cig - Cionchești - Ciuperceni - Coca - Comlăușa - Corod | - Corund - Crișeni - Cucu - Culciu Mare - Culciu Mic - Cuța |

## D
| - Dacia - Dara - Decebal - Dindești | - Dindeștiu Mic - Dobolț - Dobra | - Domănești - Drăgușeni - Dumbrava |

## E
| - Eriu-Sâncrai | - Eteni |

## G
| - Ganaș - Gelu - Gerăușa - Ghenci | - Gherța Mare - Ghilești - Ghilvaci - Ghirișa | - Ghirolt - Giorocuta - Giungi - Giurtelecu Hododului |

## H
| - Halmeu-Vii - Hodișa - Homorodu de Jos - Homorodu de Mijloc | - Homorodu de Sus - Horea - Hotoan | - Hrip - Hurezu Mare - Huta-Certeze |

## I
| - Ianculești - Iegheriște | - Iojib - Irina | - Istrău |

## L
| - Lechința - Lelei - Lipău | - Livada Mică - Lucăceni | - Luna - Lunca Apei |

## M
| - Mădăras - Măriuș - Marna Nouă - Mărtinești - Medieș-Râturi | - Medieș-Vii - Medișa - Mesteacăn - Micula Nouă | - Mihăieni - Moftinu Mare - Moftinu Mic - Moișeni |

## N
| - Nadișu Hododului - Necopoi | - Nisipeni | - Noroieni |

## O
| - Oar | - Orașu Nou-Vii | - Orbău |

## P
| - Pășunea Mare - Paulian - Peleș - Pelișor - Petea | - Petin - Piru Nou - Pișcari - Poiana Codrului | - Portița - Potău - Prilog - Prilog-Vii |

## R
| - Racova - Racșa-Vii - Rădulești - Rătești | - Rațiu - Remetea Oașului - Resighea | - Românești - Roșiori - Rușeni |

## S
| - Sâi - Șandra - Sânmiclăuș - Sărătura - Sărăuad - Sărvăzel - Sătmărel | - Satu Mic - Scărișoara Nouă - Sechereșa - Ser - Silvaș - Șirlău - Soconzel | - Solduba - Someșeni - Stâna - Sudurău - Supuru de Jos - Supuru de Sus |

## T
| - Tămășeni - Tătărești - Țeghea | - Tireac - Traian - Trip | - Tur - Turț-Băi - Turulung-Vii |

## U
| - Unimăt | - Urziceni-Pădure |

## V
| - Văgaș - Valea Morii | - Valea Seacă - Vânătorești | - Vezendiu - Viișoara |